# Andrzej Mitoraj
Andrzej Mitoraj (ur. 31 stycznia 1949 w Osieku) – polski polityk, poseł na Sejm PRL IX kadencji.

## Życiorys
W 1965 ukończył Zasadniczą Szkołę Zawodową oraz podjął pracę jako ślusarz w Zakładach Chemicznych „Oświęcim” w Oświęcimiu. W 1975 wstąpił do Polskiej Zjednoczonej Partii Robotniczej. Zasiadał w Miejskiej Radzie Narodowej w Oświęcimiu. Był także członkiem Komisji ds. Inspekcji Robotniczo-Chłopskiej w Biłgoraju. W latach 1985–1989 pełnił mandat posła na Sejm PRL IX kadencji z okręgu Andrychów, zasiadając w Komisji Spraw Samorządowych.